# Orquestra Sinfônica de Novo Brunswick
A Orquestra Sinfônica (português brasileiro) ou Sinfónica (português europeu) de Novo Brunswick, é a maior organização de música clássica de Novo Brunswick, Canadá. A orquestra foi fundada em 1983.
A orquestra apresenta concertos no Teatro Imperial em Saint John, no Teatro Capitol em Moncton e na Playhouse de Fredericton. O diretor musical é Michael Newnham e os principais músicos da orquestra constituem o Quarteto de Cordas Saint John, que foi formado em 1987.